# Friedrich von La Roche-Starkenfels (Rittmeister)
Friedrich Freiherr von La Roche Edler Herr von Starkenfels (* 2. Februar 1700 in Frankfurt am Main; † 5. März 1780 in München) war ein deutscher Reichsritter und Offizier in der Preußischen Armee.

## Leben

### Herkunft und Familie
Friedrich Freiherr von La Roche-Starkenfels entstammte dem Adelsgeschlecht der französischen Grafen de La Roche sur l'Oignon und de La Roche en Montagne, das im 15. Jahrhundert ausgestorben ist und sich als jüngerer Zweig nach Deutschland ausbreitete. Sein Großvater Samuel de la Roche (* 1629) kam 1645 als Hugenotte nach Deutschland und gilt als der Stammvater. Er stand als Soldat in Diensten der Armeen von Schweden, Lothringen und Braunschweig und starb 1701 als kurfürstlich-brandenburgischer Oberst. Sein gleichnamiger Vater Samuel von La Roche-Starkenfels (1664–1722) war Hessen-kasselscher Generalmajor und mit Susanna Catharina Jungmann (1669–1742) verheiratet.
Friedrich selbst war dreimal verheiratet und hatte drei Söhne und sechs Töchter.
Aus der ersten Ehe mit Johanna Charlotte Eckardt († 1737) stammt der Sohn Friedrich Georg von La Roche-Starkenfels (1729–1802, Regierungspräsident).
Die zweite Ehe wurde am 25. Februar 1739 mit Henriette Margarethe Theodora von Schierstedt-Paplitz (1715–1754) geschlossen, aus der die Töchter Susanna Esther (1731–1783, ⚭ Karl Christoph Gottlieb von Gagern), Elisabeth Charlotte Friederike (1734–1794, 1. ⚭ Ludwig Heinrich Freiherr von Closen zu Heidenburg, 2. ⚭ Ernst Ferdinand Ludwig von Fürstenwärther), Eleonore Catharine (1737–1773, ⚭ Ernst Friedrich von Seydlitz), Henriette Susanne (1742–1800, 1759 ⚭ Carl Philipp Freiherr Vogt von Hunoltstein, 1732–1816) und Justine Wilhelmine Eleonore (Stiftsdame) stammen. Aus dieser Beziehung sind auch die beiden Söhne Carl Christoph Friedrich (1741–1803), der Zögling auf der Ritterakademie Brandenburg  und dann Major war und später Erbesbüdesheim erbte,  sowie Friedrich Wilhelm Samuel (1743–1820, Grundherr auf Wieblingen bei Heidelberg, Preußischer Kapitän, ⚭ Wilhelmine von Koeller) stammen.
Die am 20. April 1756 geschlossene dritte Ehe mit Friederike Wilhelmine von Hertel brachte die Tochter Susanne Louise Friederike (1757–1801, ⚭ Johann Moritz Friedrich von Fürstenwärther).

### Wirken
Friedrich schlug – wie sein Vater und weitere Vorfahren – eine militärische Laufbahn ein und wurde Rittmeister in der Preußischen Armee. 1732 wurde er in die Oberrheinische Reichsritterschaft aufgenommen, denn er war im Besitz der ritterschaftlichen Güter Monsheim und Erbes-Büdesheim.
Er beendete seinen Dienst in der Armee und kehrte 1746 in das Schloss Monsheim zurück. Dies hatte seine Mutter nach dem Tod des Vaters zur Bewirtschaftung übernommen, denn Friedrich konnte diese Aufgabe berufsbedingt nicht wahrnehmen.
Das Schloss befand sich in einem schlechten Zustand. Nach Friedrichs Tod im Jahre 1780 wurde es von seiner Tochter Susanna Esther gemeinsam mit ihrem Mann Karl von Gagern gekauft.